# Налерак
«Налерак» (гренл. Naleraq — «Ориентир») — гренландская политическая партия. Основана 8 марта 2014 года. Придерживается центристско-популистской ориентации, выступает за независимость Гренландии.
Основал партию бывший премьер-министр Ханс Эноксен, ранее представлявший партию «Сиумут». На парламентских выборах 2014 года «Налерак» получила 3 из 31 мест в парламенте Гренландии.
Осенью 2016 года правительство, сформированное партиями «Сиумут», «Демокраатит» и «Атассут», распалось. Была создана новая коалиция, в которую вошли «Сиумут», «Инуит Атакватигиит» и «Налерак».
На парламентских выборах 2018 года партия получила 4 места в парламенте. Партия «Налерак» вошла в коалицию большинства с партиями «Сиумут», «Нунатта Киторнай» и «Атассут». 9 сентября «Налерак» вышла из коалиции.
На парламентских выборах 2021 года партия «Налерак» получила те же 4 места в парламенте, что и на предыдущих выборах. Партия сформировала коалицию большинства с «Инуит Атакватигиит». Коалиция распалась в апреле 2022 года.
После отставки Эноксена на безальтернативных выборах на внеочередном партийном собрании 25 июня 2022 года новым председателем избран Пеле Броберг.
С 11 февраля 2025 года партия представлена в фолькетинге, после того как Аки-Матильда Хёг-Дам, одна из двух депутатов, представляющих Гренландию, перешла из «Сиумут» в «Налерак».
На парламентских выборах 2025 года партия получила 8 мест в парламенте.